# Las letronas
Las letronas es una escultura urbana de la ciudad asturiana de Gijón, en el norte de España. Representa el logo turístico de la ciudad y está erigida en la zona de los jardines de la reina, en el puerto Deportivo de Gijón, conocido como el muelle, en pleno centro de la ciudad.

## Descripción
Se trata de una obra donada a la ciudad por la federación de empresarios del Metal y afines del Principado de Asturias, en respuesta a la demanda que hizo el Ayuntamiento de Gijón y el empeño de la entonces alcaldesa Paz Fernández Felgueroso para lograr tener la imagen de la ciudad en tres dimensiones. Fueron inauguradas el 17 de marzo de 2011 y el diseñador Juan Jarreño fue el encargo de adaptar la marca turística de la ciudad a la escultura, que está hecha de acero macizo sin soldaduras. Cada una de las letras pesa en torno a dos toneladas, haciendo un total de diez para el conjunto escultórico completo que mide tres metros de alto.
La ubicación de la escultura fue decidida a través de internet por los gijoneses, imponiéndose la ubicación actual a otras como la plaza del Marqués, el Náutico o el puente del Piles y siendo uno más de los reclamos turísticos por excelencia de la ciudad desde su instalación.